# Parambassis dayi
Parambassis dayi is een  straalvinnige vissensoort uit de familie van Aziatische glasbaarzen (Ambassidae). De wetenschappelijke naam van de soort is voor het eerst geldig gepubliceerd in 1874 door Bleeker.
De soort staat op de Rode Lijst van de IUCN als niet bedreigd, beoordelingsjaar 2010. De omvang van de populatie is volgens de IUCN stabiel.